# رینگل اسپیتز
رینگل اسپیتز (به لاتین: Ringelspitz) یک کوه در سوئیس است که در کانتون گراوبوندن واقع شده‌است. رینگل اسپیتز ۳٬۲۴۸ متر بالاتر از سطح دریا واقع شده‌است.